# Marcus Stephen
Marcus Stephen (1º de outubro de 1969) é um político e ex-levantador de peso nauruano, foi presidente da República de Nauru, de dezembro de 2007 a novembro de 2011.
Marcus Stephen ganhou sete medalhas de ouro e cinco de prata nos Jogos da Commonwealth. Participou de três Jogos Olímpicos e de sete campeonatos mundiais de halterofilismo, tendo ficado com uma prata na prova do arremesso no Campeonato Mundial de 1999. 
Em 2005 foi eleito para o Weightlifting Hall of Fame. Desde 2008 é o presidente da Federação de Halterofilismo da Oceania.